# Ligue maronite
La Ligue maronite a été créée le 21 août 1952 par un groupe de notables maronites libanais, actifs dans les cercles politiques, intellectuels, économiques, professionnels et administratifs libanais.

## Rôle et objectifs de la ligue
Son rôle principal est de maintenir les liens entre les maronites dispersés dans le monde entier, de défendre la souveraineté et l'indépendance du Liban dans une atmosphère pluraliste et démocratique.
La ligue considère que les maronites ont joué le rôle le plus important dans la création de la République libanaise, et de ce fait, doivent avoir des structures solides.
La Ligue œuvre pour la réalisation des objectifs suivants :
- Consolider les efforts des Maronites au Liban et dans le monde, et unifier leur message pour diffuser la richesse du patrimoine libanais.
- Renforcer les fondements de l'appartenance au Liban et promouvoir l'entente nationale basée sur la liberté, la justice, la démocratie consensuelle, le respect des droits de l'Homme et l'attachement à la coexistence.
- Préserver et défendre les droits et les intérêts de la communauté maronite, et la place sociale, culturelle et politique dont elle jouit au Liban.
- Œuvrer pour que les Maronites puissent jouir de leur vitalité et occuper la place qui leur revient dans les domaines susmentionnés, et ce au sein d'un État de droit qui œuvre pour la sauvegarde de la coexistence, défend l'entente nationale et consacre la justice, la démocratie consensuelle, la liberté et l'égalité devant la loi de tous les citoyens libanais.
- Œuvrer pour maintenir et consolider la coopération et la solidarité entre le Liban et l'ensemble des pays arabes, ainsi que les pays amis qui ont accueilli et adopté les communautés libanaises.
- Promouvoir le dialogue chrétien-musulman dans le cadre de la communication constructive établie entre les religions, les civilisations et les peuples du monde.
- Poursuivre la promotion de la culture arabe dont la renaissance et les exploits ont été possibles grâce au rôle pionnier joué par les Maronites, et œuvrer pour la préservation et le développement de cette culture.
- Accorder toute l'importance requise aux émigrés libanais en général, et maronites en particulier.
- Consolider la coopération entre les instituts religieux et laïcs maronites au Liban et à l'étranger, et veiller à ce que le Patriarcat maronite reste le port d’attache de la Ligue sans que celle-ci ne soit incluse dans sa hiérarchie.

## Les membres
Actuellement, la ligue comprend approximativement 1200 membres actifs, elle est l'une des organisations communautaires les plus influentes du pays.
Les anciens présidents de la République, ministres et députés maronites anciens et actuels, anciens ambassadeurs, présidents maronites des ordres professionnels et les magistrats de cette confession, font partie d'office de la ligue.

## Les présidents
Des personnalités libanaises importantes, traditionnellement proches du Patriarcat maronite, ont présidé la ligue parmi lesquelles d'anciens présidentiables, comme les anciens ministres Elias Khoury ou Pierre Hélou. En 2003, des tensions au sein de la ligue et la volonté de réformer ses statuts, ont poussé à la nomination par le patriarche d'un comité exécutif présidé par l'ancien ministre Michel Eddé, à égale distance de toutes les parties, afin de procéder aux réformes nécessaires, sous le parrainage du patriarche Nasrallah Boutros Sfeir.
Joseph Torbey (PDG du Crédit Libanais), président de 2007 à 2013, a été élu à la tête d'un conseil issu majoritairement d'une liste aux idéaux de renouveau et de modernisme qui remporta les élections de manière quasi unanime.
Samir Abillama, ancien bâtonnier de l'ordre des avocats de Beyrouth, a été élu président en mars 2013.

## Les membres du Conseil exécutif 2007-2013
- Joseph Torbey (Président)
- Abdallah Bou Habib (Vice-président)
- Samir Hobeica (Secrétaire Général)
- Abdo Gerges (Trésorier)

```
 * 
Émile Abi Nader
 * 
Fadi Abboud
 * 
Badoui Abou Dib
 * 
Hikmat Abou Zeid
 * 
Fouad Aoun
 
 * 
François Bassil
 * 
Alia Berty Zein
 * 
Antoine Boustany
 * 
Antoine Wakim
 * 
Charles El-Hajj
 
 * 
Georges Hayek
 * 
Chawki Kazan
 * 
Antonio Andari
```

## Les membres du Conseil exécutif 2013-2016
- Samir Abillama (Président)
- Maurice Khawam (Vice-président)
- Fares Abi Nasr (Secrétaire Général)
- Michel Comaty (Trésorier)

```
 * 
Nada Abdel Sater
 * 
Émile Abi Nader
 * 
Laurent Aoun
 * 
Carla Chéhab
 * 
Antoine Costantine
 
 * 
Fadi Gergès
 * 
Ibrahim Jabbour
 * 
Walid Joseph Khoury
 * 
Béchara Karkafi
 * 
Souheil Matar
 
 * 
Maroun Romanos
 * 
Maroun Serhal
 * 
Jihad Torbey
```